# Bas van den Brink
Bas van den Brink (Amsterdam, 11 september 1982) is een Nederlands voormalig betaald voetballer.
Van den Brink speelde eerder voor FC Utrecht, FC Emmen en FC Omniworld. Hij maakte zijn debuut in het betaalde voetbal op 17 augustus 2003 tegen FC Zwolle.
De verdediger stond sinds 9 april onder contract bij Gold Coast United. Dat uitkomt in de Australische A-League. In 2011 vervolgde hij zijn carrière bij Busan I'Park, dat uitkomt in de Zuid-Koreaanse K-League. Daar werd zijn contract in mei 2011 ontbonden. Hij keerde terug naar Australië bij Perth Glory. In januari 2013 tekende hij in India bij Churchill Brothers SC. Daar werd zijn contract al na enkele dagen ontbonden en sindsdien traint hij mee met Jong FC Utrecht.
In het seizoen 2013/14 kwam Van den Brink nog korte tijd uit als amateur bij de IJsselmeervogels. Het seizoen maakt hij in verband met drukke werkzaamheden niet af. Hij stopte met voetballen op 9 januari 2014.

## Carrière
| Seizoen | Club                  | Wedstrijden | Doelpunten | Competitie     |
| ------- | --------------------- | ----------- | ---------- | -------------- |
| 2003/04 | FC Utrecht            | 14          | 1          | Eredivisie     |
| 2004/05 | FC Emmen              | 13          | 0          | Eerste divisie |
| 2005/06 | FC Emmen              | 26          | 0          | Eerste Divisie |
| 2006/07 | FC Emmen              | 25          | 0          | Eerste Divisie |
| 2007/08 | FC Omniworld          | 24          | 0          | Eerste Divisie |
| 2008/09 | FC Omniworld          | 15          | 0          | Eerste Divisie |
| 2009/10 | Gold Coast United     | 26          | 1          | A-League       |
| 2010/11 | Gold Coast United     | 13          | 2          | A-League       |
| 2011    | Busan I'Park          | 4           | 0          | K-League       |
| 2011/12 | Perth Glory           | 24          | 0          | A-League       |
| 2012/13 | Perth Glory           | 14          | 0          | A-League       |
| 2013    | Churchill Brothers SC | 0           | 0          | I-League       |